# Pietro et Girolamo Ballerini
Pour les articles homonymes, voir Ballerini.
Pietro et Girolamo Ballerini, deux frères, sont des prêtres catholiques, théologiens, canonistes et philologues italiens qui collaborèrent l'un avec l'autre. Pietro est né à Vérone le 7 septembre 1698 et est mort le 28 mars 1769 . Girolamo est né à Vérone le 29 janvier 1701 et est mort le 23 avril 1781 .

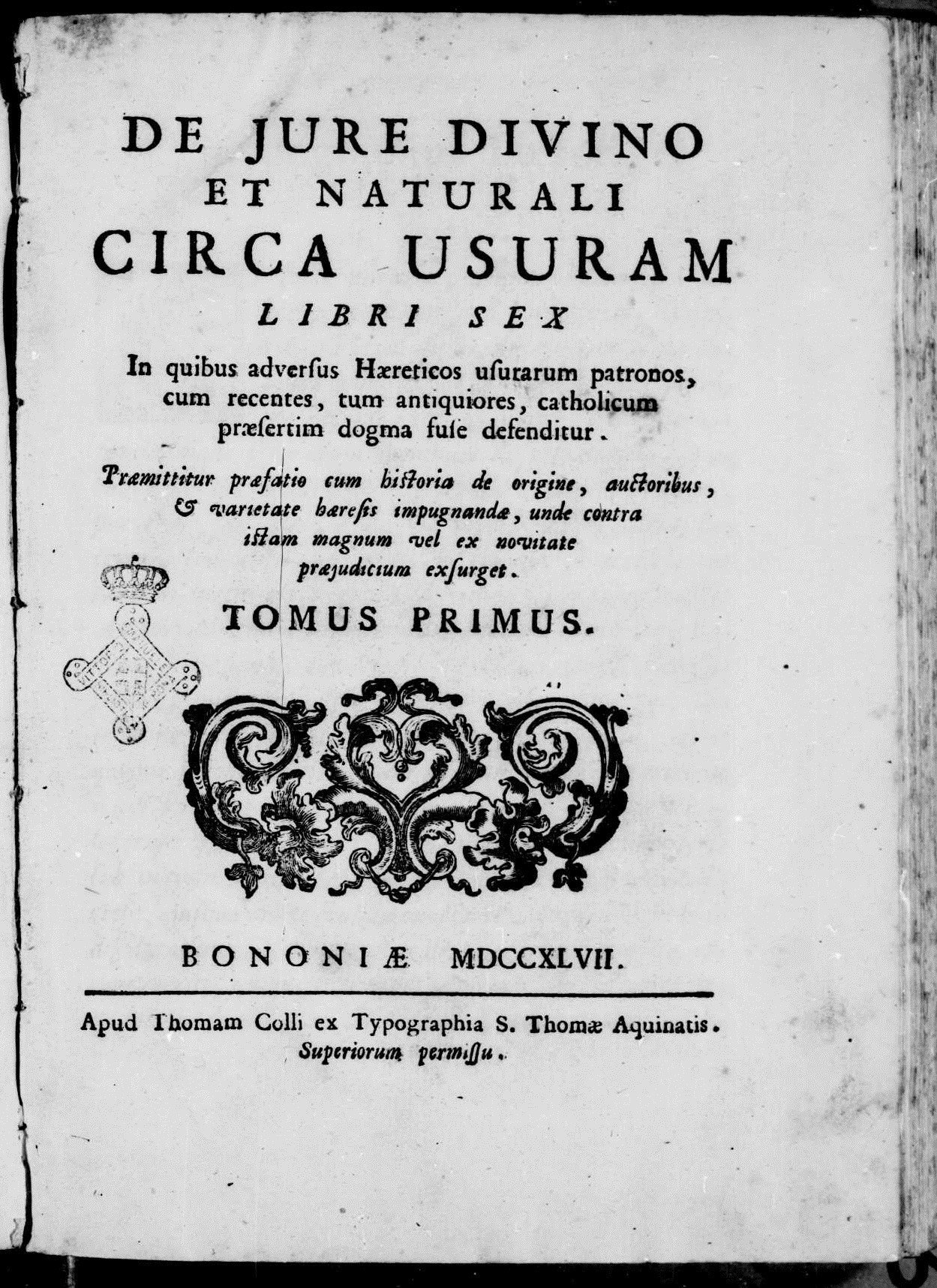
De iure divino et naturali circa usuram, 1747

## Biographies
Ils étaient les fils d'un médecin et professeur de chirurgie, et firent tous deux leurs études au collège des jésuites de Vérone, puis au séminaire diocésain. Au début des années 1720, Pietro devint principal d'une école de la ville. Dans la lignée du cardinal véronais Enrico Noris, ils se passionnèrent pour les études augustiniennes : en 1724, Pietro publia un opuscule intitulé Il metodo di S. Agostino negli studi ; quelques années plus tard, les deux frères donnèrent une édition des œuvres complètes du cardinal Noris (Henrici Norisii Veronensis opera omnia, 4 vol., Vérone, 1729-33). À partir de certains passages de son opuscule de 1724, Pietro se trouva entraîné dans une controverse avec les jésuites (notamment Paolo Segneri) au sujet de leur doctrine du probabilisme, lui-même défendant la position du « probabiliorisme » (Saggio delle storia del probabilismo nella descrizione del cangiamento di sei insigni probabilisti in probabilioristi, Vérone, 1736).
En 1739, les deux frères publièrent une édition savante des sermons (ou traités) de Zénon de Vérone (Sancti Zenonis episcopi Veronensis sermones, Vérone, 1739) qui resta la référence pour cette œuvre (reprise dans la Patrologie Latine de Jacques Paul Migne, vol. 11, col. 11-600).
Pietro fut aussi engagé, dans ces années-là, dans un débat animé et prolongé de théologie morale sur l'usure, où il soutint les positions rigoristes des dominicains. Pour appuyer son propos dans cette controverse, il produisit des éditions de la Somme théologique d'Antonin de Florence, qu'il adressa au pape Benoît XIV (Sancti Antonini archiepiscopi Florentini Ordinis Prædicatorum Summa theologica..., 4 vol., Vérone, 1740), et de la somme pénitentielle de Raymond de Peñafort (Sancti Raymundi de Pennafort Ordinis Prædicatorum Summa..., Vérone, 1744). Il donna aussi plusieurs ouvrages personnels sur le sujet ; La dottrina della Chiesa cattolica circa l'usura (Bologne, 1744, puis 1747) ; De jure divino et naturali circa usuram libri sex (Bologne, 1747) ; Vindiciæ juris divini ac naturalis circa usuram (Bologne, 1747). À l'occasion de cette dispute, il se brouilla avec Scipione Maffei, avec qui il était très lié : celui-ci écrivit, dans le sens contraire du sien, son traité Dell'impiego del denaro, libri tre (Vérone, 1744).
En 1748, Pietro partit pour Rome : il était nommé expert canoniste auprès de l'ambassadeur de la République de Venise, Marco Foscarini, pour régler l'épineux problème du patriarcat d'Aquilée qui causait des frictions entre les Vénitiens et l'Autriche. C'est alors qu'il se vit proposer par le pape Benoît XIV la tâche d'établir une nouvelle édition des œuvres complètes du pape Léon Ier pour remplacer celle de Pasquier Quesnel. Se voyant ouvrir toutes les bibliothèques de Rome, et travaillant en collaboration avec Girolamo resté à Vérone, il mena cette entreprise à bien en neuf ans (Sancti Leonis Magni Romani pontifici opera post Paschasii Quesnelli recensionem ad complures... mss codices ab illo non consultos... aucta... adnotationibus illustrata ; adduntur etiam quæcumque in Quesnelliana editione inveniuntur... curantibus Petro et Hieronymo fratribus Balleriniis, 3 vol. Venise, 1753-57). Cette édition, longtemps une référence, est bien mieux documentée que celle de Pasquier Quesnel ; le texte reproduit est en général le même, mais accompagné de toutes les variantes trouvées dans les manuscrits. Particulièrement remarquable : une longue dissertation, intégrée à l'édition, consacrée à l'histoire du droit canon jusqu'à la constitution du Décret de Gratien au XIIe siècle, Disquisitiones de antiquis collectionibus et collectoribus canonum (reproduite dans la Patrologie Latine, vol. 56, col. 11-354).
En 1765, les frères Ballerini éditèrent encore les œuvres de Rathier de Vérone : Ratherii episcopi Veronensis opera nunc primum collecta, pluribus in locis emendata, et ineditis aucta, vita auctoris, adnotationibus, notisque illustrata (Vérone, 1765). Cette édition est également reproduite dans la Patrologie Latine (vol. 136, col. 9-768).
En 1763 fut publié à Francfort le Justini Febronii jurisconsulti De statu Ecclesiæ deque legitima potestate Romani pontificis liber singularis ad reuniendos dissidentes in religione christianos compositus, l'ouvrage pseudonyme de Johann Nikolaus von Hontheim destiné à réconcilier catholiques et protestants en remettant en cause la constitution monarchique de l'Église catholique. Pietro Ballerini y répondit notamment par deux traités : De vi ac ratione primatus Romanorum pontificum (Vérone, 1766) et De potestate ecclesiastica Summorum pontificum et conciliorum generalium (Vérone, 1768), ce dernier ouvrage étant mis en séquestre sur l'ordre des autorités vénitiennes.

## Œuvres
- (la) De iure divino et naturali circa usuram, vol. 1, Bologne, Tommaso Colli, 1747 (lire en ligne)
- (la) De iure divino et naturali circa usuram, vol. 2, Bologne, Tommaso Colli, 1747 (lire en ligne)